# Mecklenburgisches Siedlerhaus

Mecklenburgisches Siedlerhaus in Ansichten und Grundriss

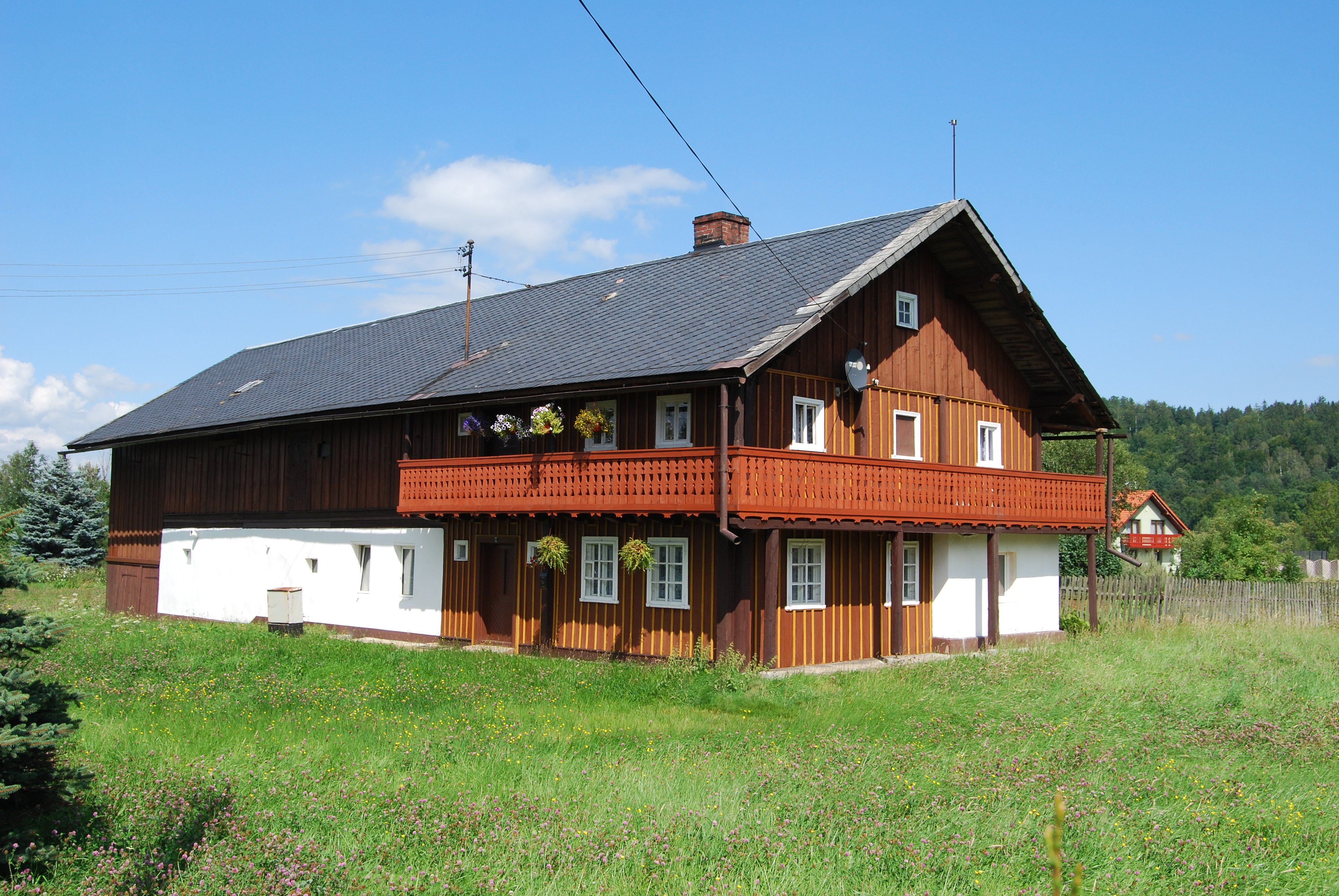
Tirolerhaus in Zillerthal-Erdmannsdorf

Das Mecklenburgische Siedlerhaus ist ein zweigeschossiges Typenhaus, das Ende der 1920er Jahre vom Architekten Max Krüger (* 1893 in Güstrow; † 1958 in Schwerin) für Neusiedler in Mecklenburg entworfen und vielfach gebaut wurde.
Die Mecklenburgischen Siedlerhäuser findet man in Bredenfelde, in Jesendorf, in Wasdow (Landkreis Rostock), Strohkirchen und Beckendorf (Landkreis Ludwigslust-Parchim). Möglicherweise nahm sich der Architekt die alpenländisch anmutenden Häuser zum Vorbild, die Karl Friedrich Schinkel im Jahr 1837 für Zillertaler Inklinanten in Schlesien entworfen hatte. In der Zeit des Nationalsozialismus wurde wenig später ihr „verfälschter Schweizerhausstil“ kritisiert, der nicht in unsere Landschaft passe.
Sie sind Einfirsthäuser: Wohn-, Stallteil und Scheune sind unter einem Dach zusammengefasst. Wohn- und Stallteil bestehen im Erdgeschoss aus Ziegelsteinen. Das niedrigere Obergeschoss mit seiner einfachen Dämmung zwischen Fachwerk wurde mit waagerechten Holzlatten, die sich über herausgezogene Balkenköpfe legen, verkleidet. Über den Baukörper erhebt sich ein flaches Satteldach, welches meist mit Teerpappe gedeckt ist. Die Scheunen sind einfach gebaut und luftdurchlässig mit Holzverschalung auf Holzständer errichtet. Bei einigen Gebäuden wurde eine Scheune im 90°-Winkel zum Haupthaus ergänzt. An der Giebelseite befinden sich die Wohnräume. Im Erdgeschoss die Stube und die Wohnküche, von der aus der Weg über einen kleinen Flur zu den Stallungen führte. Bis zu acht Schweine und sieben Kühe fanden dort Platz; ebenso zwei Pferde, mit denen die Arbeit auf dem Feld erledigt wurde. Die Scheune war in zwei Teile gegliedert. In die Durchfahrttenne konnte ein beladener Wagen hineinfahren. An der Giebelseite befand sich an allen Häusern im Obergeschoss ein Balkon, der heute nicht mehr überall vorhanden ist. Er führte zum Elternschlafzimmer. Daneben liegen zwei weitere Schlafzimmer.

## Geschichte der Häuser in Bredenfelde
Nach der Weltwirtschaftskrise von 1929 wurde durch Verschuldung das Gut Bredenfelde am 3. September 1931 unter Zwangsverwaltung gestellt und am 27. Januar 1932 an die Mecklenburgische Siedlungsgesellschaft verkauft, die das 814 Hektar große Anwesen durch 48 neu geschaffene Siedlerstellen mit einer Größe von jeweils 7,6 bis 25 Hektar aufsiedelte.
Die Siedlerstellen entstanden an der Straße nach Kittendorf und sind in einer Art zweiseitigen Reihensiedlung entlang der Straße errichtet. Diese Anordnung, sie wird auch Streusiedlung genannt, wurde in der Weimarer Republik häufig gewählt, weil so die Ackerflächen direkt am Hof liegen und damit lange Fahrten zu den Feldern vermieden werden konnten.

## Gärten
Die Gärten der Siedlerhäuser sind nicht von traditionellen Bauerngärten abzuleiten, sondern ähneln eher den Gärten der Vorortsiedlungen von Großstädten. An der repräsentativen Wohngiebelseite befand sich sehr häufig ein Staudengarten, in der Nähe des Hauses ein meist großer Gemüsegarten und auf einer größeren Freifläche die Obstwiese. In Bredenfelde lassen sich, wie auch in den meisten anderen Siedlungen, nur noch sehr wenige historische Gartenstrukturen an den Siedlungshäusern erkennen, oft haben sich nur einzelne Gehölze wie z. B. Eibe, Eiche oder auch eine Weißdomhecke sowie Obstbäume wie Kirschen, Birnen und Äpfel aus der Bauzeit erhalten.

## Nachweise
1. ↑  Richard Crull (Hrsg.): Mecklenburg: Werden und Sein eines Gaues. Velhagen & Klasing, Bielefeld 1938, S. 287.
2. 1 2 3  Infotafel in Bredenfelde